# 高鰭骨鰃
高鰭骨鰃為輻鰭魚綱金眼鯛目金鱗魚亞目金鱗魚科的其中一種，分布於西太平洋的日本琉球群島及新喀里多尼亞海域，棲息深度可達355公尺，體長可達17公分，棲息在礁石區。

## 擴展閱讀
維基物種上的相關：高鰭骨鰃